# Xã Goose Creek, Quận Piatt, Illinois
Xã Goose Creek (tiếng Anh: Goose Creek Township) là một xã thuộc quận Piatt, tiểu bang Illinois, Hoa Kỳ. Năm 2010, dân số của xã này là 790 người.